# ماگرنو
ماگرنو (به ایتالیایی: Magherno) یک کومونه در ایتالیا است که در استان پاویا واقع شده‌است.

## خصوصیات
ماگرنو ۵٫۱ کیلومترمربع مساحت و ۱٬۴۴۷ نفر جمعیت دارد.